# تپه میدان (ک - ۸۷)
تپه میدان (ک - ۸۷) مربوط به سده‌های اولیه دوران‌های تاریخی پس از اسلام است و در شهرستان هرسین، روستای میدان کنار واقع شده و این اثر در تاریخ ۲۴ فروردین ۱۳۸۲ با شمارهٔ ثبت ۸۱۵۱ به‌عنوان یکی از آثار ملی ایران به ثبت رسیده است.